# 皮耶罗·施莱辛格
皮耶罗·施莱辛格（Piero Schlesinger Knight Grand Cross OMRI）（1930年5月19日—2020年3月14日）是意大利法学家，银行家，律师和教师。 他曾在1971年至1993年在米兰人民银行担任主席

## 学习生涯
皮耶罗·施莱辛格在都灵法学院中毕业。  在1956年，他进入乌尔比诺大学任教。 两年后，他被圣心天主教大学院长和创立者阿格斯蒂诺·杰梅利（Agostino Gemelli）私自看中，搬到那里担任了超过三十年的私法部主席。
施莱辛格继续在民法和商法中探索，并在意大利银行机构中担任重位。 紧接着1964年三月十四日的股东大会，他加入了米兰人民银行的董事会. 在1971年他接替了吉多·贾拉奇（Guido Jarach ）的位置，在三月十三日成为了银行的主席。他一直担任此职位一直到1993年，只是在1980至1981年中有一段时间除外。当时他成为了意大利不动产银行的主席，而他的职位由路基·弗雷（Luigi Frey）代替。 在他担任主席的期间，意大利的太阳24时周报（II Sole 24 Ore）评论道：施莱辛格让此机构成为...伦巴底经济的一个关键基准。

## 个人生活和去世
施莱辛格的妻子为儿童精神治疗学家克劳蒂亚·阿通尼（Claudia Artoni），并育有两子。
他在2020年三月14日去世于米兰家庭诊所。他在去世十天前因为不相关的医疗问题住院，并死于COVID-19的并发症。